# Amathusia diluta
Amathusia diluta är en fjärilsart som beskrevs av Hans Fruhstorfer 1904. Amathusia diluta ingår i släktet Amathusia och familjen praktfjärilar. Inga underarter finns listade i Catalogue of Life.